# Апостоліді
Апостоліді (рос. Апостолиди; адиг. Апостолиди) — хутір у республіці Адигеї, піпорядкований Тахтамукайському сільському поселенню Тахтамукайського району.
Хутір розташований за 3 км на південний захід від районного центру аулу Тахтамукая.

## Населення
Населення хутора за останні роки:
- 2002 — 64[2];
- 2010 — 75[3]:
- 2013 — 75.